# Braunrücken-Zwergspecht

Verbreitungsgebiet des Braunrücken-Zwergspechtes

Der Braunrücken-Zwergspecht (Picumnus granadensis) ist eine Vogelart aus der Gattung der Zwergspechte (Picumnus) aus der Familie der Spechte (Picidae).
Der Olivrücken-Zwergspecht (Picumnus olivaceus) wurde zeitweise als konspezifisch angesehen.
Der Vogel ist endemisch in Kolumbien.
Der Lebensraum umfasst feuchte Wälder, Sekundärwald, Gebüsch und baumbestandene Flächen im Cauca- und Patiatal von 800–2200 m Höhe.
Der Artzusatz bezieht sich auf das Vizekönigreich Neugranada.

## Merkmale
Die Art ist 9–10 cm groß und wiegt 12–13 g, matt gräulich-weiß gefiedert, das Männchen hat eine schwarze Kopfkappe mit gelb und weißen Flecken an Stirn und Scheitel, die übrige Kappe trägt weiße Federspitzen. Die Zügel sind weiß, die kastanienbraunen Ohrdecken haben manchmal einige wenige weiße Striche, die Nackenseiten sind grau-braun und haben oft einige weiße Flecken oder Striche. Die Oberseite ab Nacken ist gräulich-braun oft mit etwas Oliv, die Flügel und Flügeldecken sind dunkelbraun mit gelblich-grünen Rändern.
Die Schwanzoberseite ist dunkelbraun, das mittlere Federpaar hat auf der Innenseite einen breiten weißen Streifen, die beiden äußeren Steuerfedern haben jeweils auf der Außenseite schräg verlaufende weiße Streifen. Wangen, Kinn und Kehle sind weißlich mit schmalen schwärzlichen Federspitzen, die grau-braune Färbung der Nackenseiten reicht etwas seitlich auf die Brust, die übrige Unterseite ist matt weiß, gelegentlich zart grau an den Flanken gestrichelt. Die Flügelunterseite ist blass bräunlich, die Flügeldecken grau und weiß. Der Schnabel ist kurz und schwarz, der Schnabelfirst gebogen. Die Iris ist braun, die Orbitalhaut grau-blau, die Beine sind grau mit etwas Grün oder Blau.
Beim Weibchen fehlt das Rot am Kopf. Jungvögel sind dunkler und weniger gefärbt, mehr grau und an der Unterseite gestrichelt.
Dieser Zwergspecht unterscheidet sich vom ähnlichen Olivrücken-Zwergspecht (Picumnus olivaceus) durch weniger Olivfärbung oben, wesentlich blassere Unterseite, kleinere gelbe Scheitelspitzen beim Männchen.

## Geografische Variation
Es werden folgende Unterarten anerkannt:
- P. g. granadensis Lafresnaye, 1847, Nominatform, –  Nordkolumbien (zentrales Caucatal bis oberes Patíatal)
- P. g. antioquensis Chapman, 1915, – Westliche Anden (von Antioquia bis oberer Río San Juan), Oberseite grauer, deutlichere graue Strichelung an der Unterseite und an den Flanken.

## Stimme
Der Gesang des Männchens wird als schneller, leiser Triller über 3–4 Sekunden beschrieben, der Ruf als wiederholter Quäklaut.
hohes, dünnes Trillern über 3 Sekunden oder als sehr schneller, kurzer ausklingender Triller beschrieben. Der Ruf besteht aus einzelnen abgesetzten „chip“-Lauten, schneller werdend.

## Lebensweise
Die Art ist ein Standvogel. Sie ernährt sich ausschließlich von Insekten, die einzeln oder in kleinen Gruppen in den Wipfeln gesucht werden.
Die Brutzeit liegt wahrscheinlich zwischen Januar und Juni.

## Gefährdungssituation
Der Bestand gilt als „nicht gefährdet“ (least Concern).